# Sugar River (Connecticut River)
Der Sugar River ist ein linker Nebenfluss des Connecticut River im US-Bundesstaat New Hampshire.
Der Sugar River bildet den Abfluss des aufgestauten Sunapee Lake. Er durchfließt in westlicher Richtung Sunapee, Newport und Claremont, bevor er gegenüber von Ascutney in den Connecticut River mündet.
Der Sugar River hat eine Länge von 43 km und entwässert ein Areal von 704 km².
Der South Branch Sugar River mündet in Newport in den Sugar River, der North Branch Sugar River ein Stück weiter flussabwärts zwischen Newport und North Newport.
Das Gefälle und die Wasserkraft des Sugar River wurden früher von Mühlen ausgenutzt. Es befinden sich mehrere Wasserkraftwerke am Flusslauf.

## Wasserkraftanlagen
Wasserkraftanlagen in Abstromrichtung:
| Name          | Leistung in MW | Anzahl Turbinen | Lage | Betreiber         |
| ------------- | -------------- | --------------- | ---- | ----------------- |
| Lower Village | 1,2            | 2               | (⊙)  | Marlborough Hydro |
| Sweetwater    | 0,9            |                 | (⊙)  | Sweetwater Hydro  |